# باب هاردیستی
باب هاردیستی (انگلیسی: Bob Hardisty; ۱ دسامبر ۱۹۲۱ – ۳۱ اکتبر ۱۹۸۶) بازیکن فوتبال اهل بریتانیا بود.
از باشگاه‌هایی که در آن بازی کرده‌است می‌توان به باشگاه فوتبال دارلینگتون، باشگاه فوتبال منچستر یونایتد، و باشگاه فوتبال بیشاپ اوکلند اشاره کرد.
وی همچنین در تیم ملی فوتبال تیم فوتبال المپیک بریتانیای کبیر بازی کرده‌است.